# Larisa Popova
Larisa Popova (nacida como Larisa Alexandrova, 9 de abril de 1957) es una deportista soviética que compitió en remo.
Participó en dos Juegos Olímpicos de Verano en los años 1976 y 1980, obteniendo dos medallas, plata en Montreal 1976 y oro en Moscú 1980. Ganó tres medallas de oro en el Campeonato Mundial de Remo entre los años 1981 y 1983.

## Palmarés internacional
| Juegos Olímpicos   | Juegos Olímpicos  | Juegos Olímpicos | Juegos Olímpicos         |
| Año                | Lugar             | Medalla          | Prueba                   |
| ------------------ | ----------------- | ---------------- | ------------------------ |
| 1976               | Montreal (Canadá) | Medalla de plata | Cuatro scull con timonel |
| 1980               | Moscú (URSS)      | Medalla de oro   | Doble scull              |
| Campeonato Mundial |                   |                  |                          |
| Año                | Lugar             | Medalla          | Prueba                   |
| 1981               | Múnich (RFA)      | Medalla de oro   | Cuatro scull con timonel |
| 1982               | Lucerna (Suiza)   | Medalla de oro   | Cuatro scull con timonel |
| 1983               | Duisburgo (RFA)   | Medalla de oro   | Cuatro scull con timonel |